# Viaduc de Châteaulin
Le viaduc de  Châteaulin est situé sur la ligne de Carhaix à Camaret-sur-Mer, dans la ville de Châteaulin. Il permet le franchissement de l'Aulne. Depuis l'arrêt de l'exploitation ferroviaire, il est devenu routier.

## Histoire
Le viaduc de Châteaulin est construit en 1906 et mis en service le 15 décembre 1907. Les dernières circulations ferroviaire ont lieu le 30 septembre 1967.

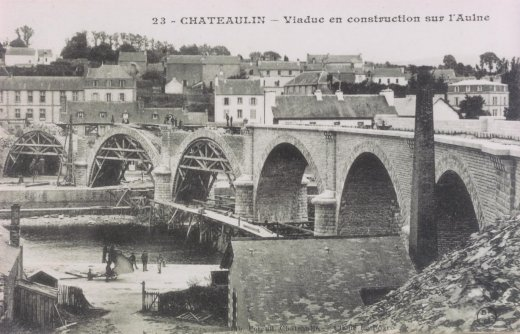
La construction du viaduc.

## Description
Le viaduc est en courbe. Sa longueur de 185 mètres et comprend 11 arches. Il est dû à l'ingénieur Eugène Sanson.
Il permet de relier les gares de Châteaulin-Ville et Châteaulin-Embranchement, gare de jonction avec le réseau.